# Batalion Telemark
Batalion Telemark – norweska zmechanizowana jednostka szybkiego reagowania, stacjonująca w Rena.

## Struktura organizacyjna
Liczy 475 żołnierzy a jej skład wygląda następująco:
- kompania pancerna (13 czołgów Leopard 2A4),
- 3 kompania piechoty (wyposażona w bojowe wozy piechoty CV90),
- 4 kompania piechoty (z transporterami opancerzonymi SISU XA-186),
- kompania inżynieryjna,
- kompania dowodzenia (6 plutonów: dowodzenia, rozpoznawczy, ciężkich moździerzy, namierzania celów dla lotnictwa i artylerii, medyczny i logistyczny).